# 张子华
张子华（1914年4月21日—1942年），原名王绪祥，乳名宿祥，曾化名王少髯、黄汉等，宁夏中宁县恩和沙滩村人。曾任中共中央驻北方代表巡视员，1935年初主持了中共陕甘边特委和陕北特委消除隔阂、联合起来建立起西北的党和军队的统一领导机构中共西北工委和西北军委，共同反击对陕甘苏区第二次围剿。中华人民共和国革命烈士。

## 生平
生于地主绅商家庭。1926年在恩和高级小学参加冯玉祥部国民军中的共产党员鼓动的关于国民革命的社会宣传活动。1928年高小毕业，考取甘肃省立第二中学（现为平凉一中 ）。1930年8月去北平叔父王含章处，入汇文中学高中部，1930年在校时由李天才介绍加入中国共产党，改名张子华，在中华全国总工会华北办事处（简称“全总华办”）负责人饶漱石直接领导下从事学生运动，帮助组织“宁夏留平学生会”吸收其中的进步分子学习马列理论、参加党的外围组织“反帝大同盟”，动员一批抗日青年赴张家口参加察哈尔民众抗日同盟军，发展一些人入党；并利用假期到门头沟煤矿、国民政府财政部印刷局参加工运。后任全总华办秘书，组织领导天津码头和纱厂、唐山煤矿工人的工运斗争，代理全总华办党团书记。1934年5月中旬在天津组织五卅运动９周年活动时被捕，不久获释出狱后，调中共中央驻北方代表处工作。1934年9月中共中央驻北方代表陈铁琤（即孔原）派他到陕北革命根据地巡视工作。1934年10月，张子华化名黄汉进入陕北，巡视工作后返回北平向陈铁琤汇报了情况，并征得陈铁琤同意后，写信给陕北党组织，传达了中共中央驻北方代表指示陕甘边特委和陕北特委消除隔阂、联合起来建立起西北的党和军队的统一领导机构。
1935年初张子华调上海任中共上海临时中央局组织部秘书（负责人）兼联系河北省委的政治交通。1935年5月改任鄂豫陕边区特派员，公开身份国民革命军第44师（师长萧之楚）第132旅旅部参谋，派出交通员联络红二十五军北上陕北。1935年下半年，南京国民政府争取改善对苏关系，谋求与中共接触、谈判。蒋介石、陈立夫指示铁道部政务次长曾养甫寻找与中共联络关系。曾养甫安排北洋大学同学、铁道部劳工科长、与周恩来邓颖超相识的谌小岑寻找中共地下组织。谌小岑找到中共地下党员，时任国民党中央宣传部中央社征集部主任左恭（毛泽东青年时期在长沙的熟人），向他通报了国民党中央希望与中共谈判的意愿。左恭把这一情况向上级党组织作了汇报，中共上海临时中央局派张子华担此重任。
1936年4月10日，中央决定派冯雪峰带着密电码回上海，毛泽东、周恩来、张闻天都先后与他谈了话。为了护送冯雪峰，毛泽东还专门给东北军军长王以哲发了电报：“宁方代表张子华偕敝方代表李允生(冯雪峰化名)十七日到达肤施，请见保护到西安，以便转回南京，特此奉达。”1936年4月16日，张子华、冯雪峰离开瓦窑堡，冯雪峰到上海后接手了上海情报组织的领导工作。1936年4月底张子华到南京，向曾养甫转达了中共中央愿意联合抗日的诚意。张子华于1936年11月中旬第四次回到陕北保安县，结束了国共谈判密使任务，出任中共中央联络局副局长。该局是1935年12月瓦窑堡会议决定成立，又称西北联络局，局长李克农，主要职责是对国民党尤其是对东北军和杨虎城陕军的统一战线工作。1942年因肺病逝世。
1983年9月26日，中共中央组织部对张子华的历史问题作出结论：“张子华同志青年时期脱离地主家庭，追求进步，参加革命活动。三十年代，他在党的工人运动、地下工作和统一战线、团结抗日等方面，做了许多工作，对党的事业是有贡献的。在被审查期间，他坚持实事求是，对党忠诚，表现是好的。现决定解除对他的‘政治嫌疑’，恢复名誉，承认党籍，并通知有关地区、单位做好善后工作。”1985年5月，中共宁夏回族自治区委员会和银川市委召开会议为张子华公开恢复名誉，在八里桥革命公墓安放了他的遗像。